# Trung tâm giáo dục đặc biệt dành cho trẻ em khiếm thị L. Braille ở Bydgoszcz
Trung tâm giáo dục đặc biệt dành cho trẻ em khiếm thị L. Braille ở Bydgoszcz (tiếng Ba Lan: Kujawsko-Pomorski Specjalny Ośrodek Szkolno-Wychowawczy Nr 1 dla Dzieci I Młodzieży Słabo Widzącej I Niewidomej im. Louisa Braille'a w Bydgoszczy Louisa Braille'a w Bydgoszczy) là một tổ chức giáo dục chuyên ngành tọa lạc tại số 10 đường Krasninski ở Bydgoszcz, Ba Lan.

## Vị trí
Trung tâm nằm trong một tòa nhà gạch thế kỷ 19, ở quận trung tâm thành phố, giữa đường Krasninski, đường 3 tháng 5 và Mikołaj Rej.

## Lịch sử
Khoa dành cho trẻ em khiếm thị đầu tiên được mở tại Wolsztyn vào ngày 6 tháng 7 năm 1853. Nó đã được thành lập theo sáng kiến của một dược sĩ và nhà từ thiện địa phương tên là Józef Knechtel. Năm 1865, tổ chức của ông được thông qua dưới sự quản lý trực tiếp của chính quyền tỉnh Posen.

### Hiện tại
Từ năm 2009, trung tâm chủ trì hiệp hội Visus Supremus với mục tiêu là dẫn đầu  công tác chẩn đoán, hỗ trợ giáo dục và phục hồi cho người mù và khiếm thị.
Năm 2015, trung tâm bao gồm các chương trình giảng dạy sau:
- Phát triển hỗ trợ sớm cho trẻ nhỏ (WWRD);
- trường tiểu học;
- trường trung học cơ sở;
- kỹ thuật Massage;
- Trường dạy nghề cơ bản (cơ điện, máy móc cơ khí, nấu ăn và hỗ trợ cho hoạt động của nhân viên khách sạn);
- Đào tạo nghề tại trường;
- Trường sau trung học (kỹ thuật viên và kỹ thuật viên hành chính);
- Các khóa học nghề cho người lớn (quản lý ẩm thực);
- Chi nhánh đầu tiên của đất nước dành cho trẻ em khiếm thính và mù;

Phần lớn học sinh tốt nghiệp trung học phổ thông học cao hơn tại các trường cao đẳng và sau trung học. Từ ngày 19 tháng 1 năm 1999, trung tâm được liên kết với UNESCO, với tư cách là một tổ chức chuyên ngành.

## Hình ảnh

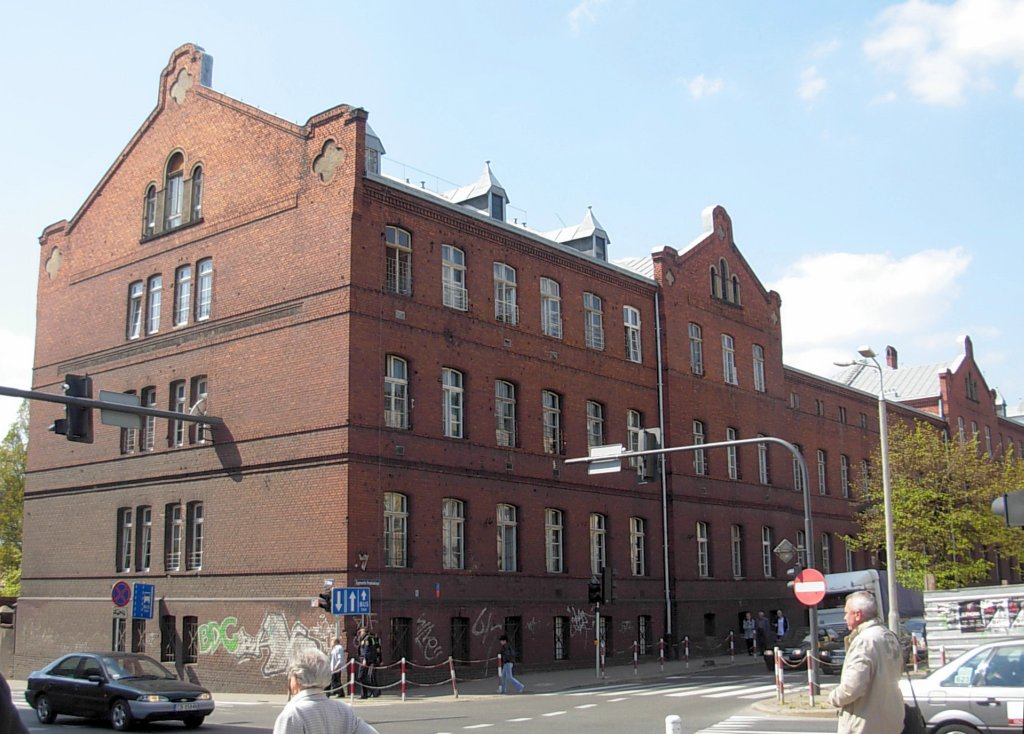
Tòa nhà chính từ đường 3 tháng 5
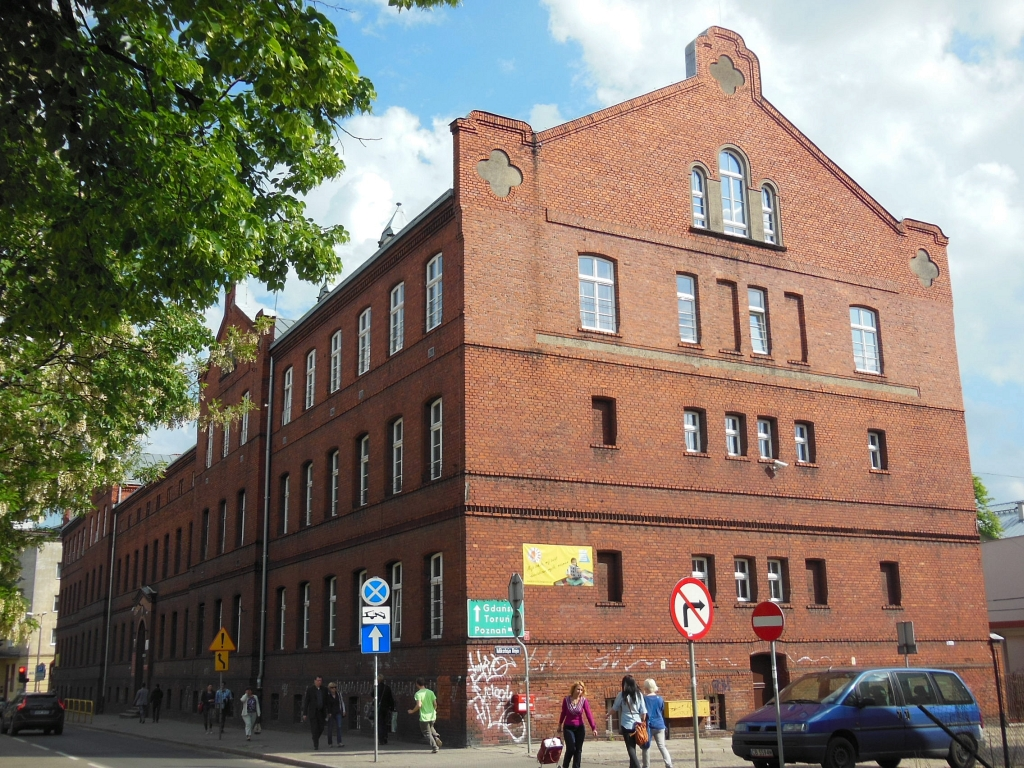
Tòa nhà chính từ đường Krasnoyani
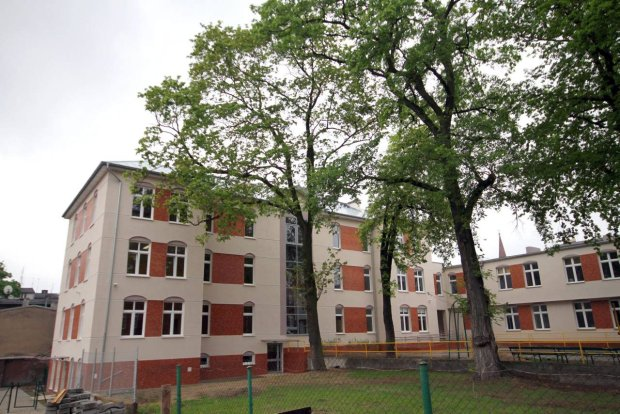
Những tòa nhà mới ở sân sau
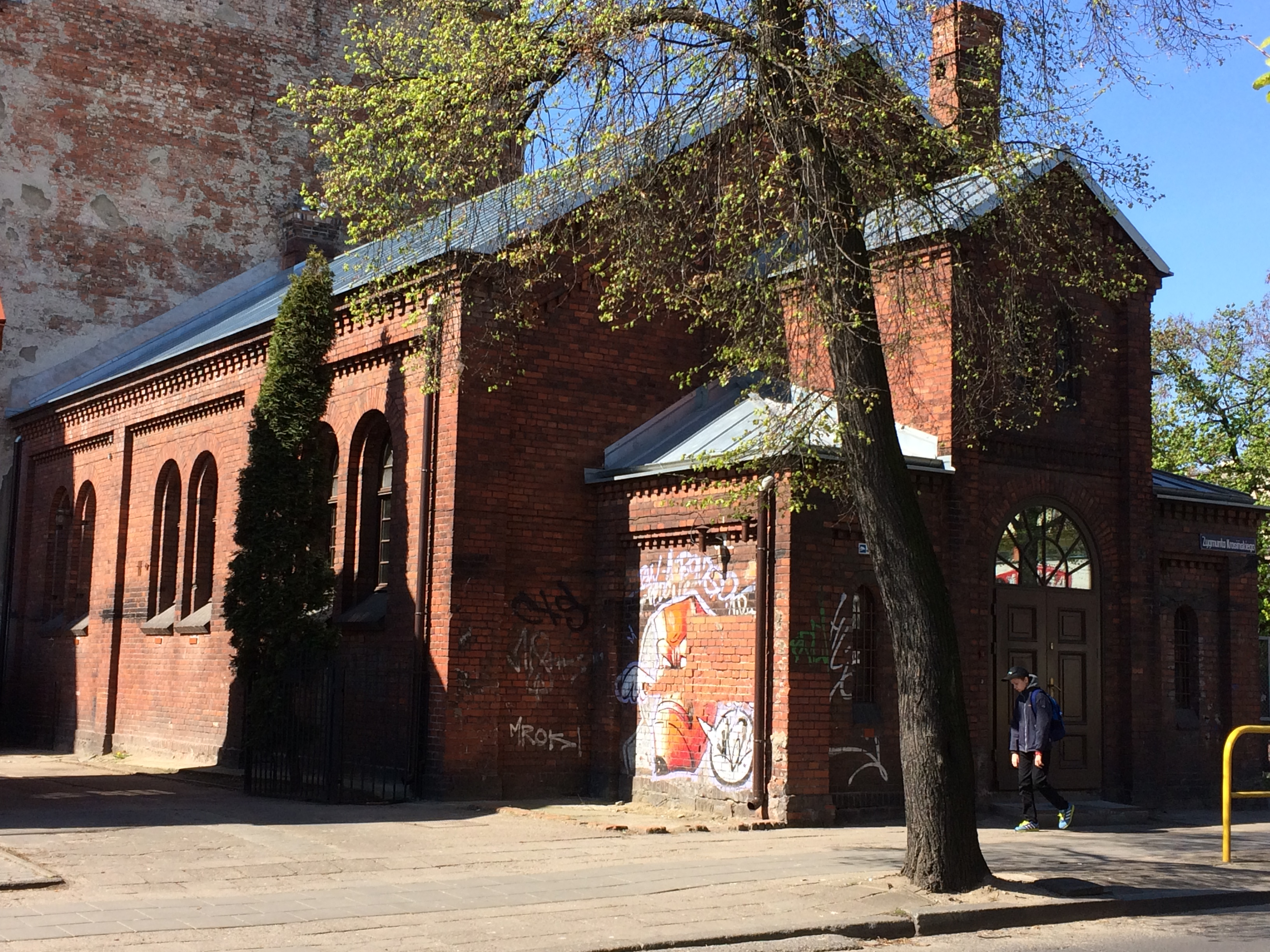
Phòng tập thể dục